# INDEPENDENT
『INDEPENDENT』は、AIの9枚目のスタジオ・アルバム。2012年2月22日にEMIミュージック・ジャパンよりリリースされた。
同年11月7日にボーナストラックとライブ音源を収録した『INDEPENDENT DELUXE EDITION』が発売。
日本の他に台湾・韓国・アメリカ・ドイツ・フランス・イギリスなどでも発売された。

## 概要
前作より1年2ヶ月ぶり、ユニバーサルシグマからEMI Recordsに移籍してから初となるアルバム。

## チャート成績
オリコン週間ランキングでは週間2位にランクインした。

## 収録曲
全曲作詞：AI
1. DANCE TOGETHER
作曲：AI・Tee Flii
2. INDEPENDENT WOMAN
作曲：AI
集英社「Marisol」創刊5周年TVCMキャンペーンソング
3. ハピネス
作曲：AI・UTA
24thシングル。コカ・コーラ2011クリスマスキャンペーンソング
4. アンバランス
作曲：Masse・Brandon Lowery
5. FUTURISTIC LOVER
作曲：AI・Larrance Dopson／編曲：Alexandria Dopson
6. w/u
作曲：AI・Larrance Dopson／編曲：James Fauntleroy II
7. ユメノムコウ
作曲：AI／編曲：Storm
8. One Love
作曲：AI・UTA
森永製菓「1チョコ for 1スマイル」CMソング
9. ウツクシキモノ
作曲：Redd Stylez・Ry Keyz
映画「ベルセルク 黄金時代篇I 覇王の卵」エンディングテーマ
10. Letter In The Sky feat.The Jacksons
作曲：AI・King David "The Future"
マイケル・ジャクソン トリビュート・ライブ テーマソング

DELUXE EDITION
1. DANCE TOGETHER
2. INDEPENDENT WOMAN
3. ハピネス
4. アンバランス
5. FUTURISTIC LOVER
6. w/u
7. ユメノムコウ
8. One Love
9. ウツクシキモノ
10. Letter In The Sky feat.The Jacksons
11. Beautiful Life[bonus tracks]
作曲：AI・UTA
TOYOTA New LEXUSコラボレーションソング
12. ハピネス -Reggae Summer Remix by MIGHTY CROWN [bonus tracks]
13. HAPPINESS -English Version (新録)[bonus tracks]
共作詞：Latisha Hyman
14. ハピネス -スマイル・バージョン (新録)[bonus tracks]

DISC 2「INDEPENDENT LIVE」
1. INDEPENDENT WOMAN
2. DANCE TOGETHER
3. ユメノムコウ
4. w/u
5. FUTURISTIC LOVER
6. Tribute Medley～Human Nature/I’m Every Woman/Billie Jean/I Have Nothing/I Just Can’t Stop Loving You
7. Letter In The Sky
8. ウツクシキモノ
9. アンバランス
10. One Love
11. ハピネス
12. Beautiful Life